# Muttersprache (Verein)
Der Verein Muttersprache ist der größte und älteste deutsche Sprachverein Österreichs. Er hat seinen Sitz in Wien und gibt die Wiener Sprachblätter – Vierteljahresschrift für gutes Deutsch und abendländische Sprachkultur heraus.

## Geschichte
Im Jahre 1885 wurde nach einem Aufruf Herman Riegels von Hermann Dunger der Allgemeine Deutsche Sprachverein (ADSV) in Braunschweig gegründet. Bereits am 17. Dezember 1886 wurde in Wien der »Zweig Wien« des ADSV gegründet, der sich zu einem der größten Sprachvereine entwickelte. Ab 19. November 1940 wurde die Vereinsarbeit des ADSV und seiner Zweigvereine jedoch aufgrund eines Erlasses Adolf Hitlers erheblich eingeschränkt. Der Wiener Zweig des ADSV begann daraufhin, sich aufzulösen, bestand aber noch zumindest bis 1943/44 weiter.
1948 entschlossen sich ehemalige Mitglieder des Wiener Zweigs, einen selbständigen Verein zu gründen. Am 23. November 1949 wurde nach einer Rede des ehemaligen Herausgebers der 1931 gegründeten Wiener Sprachblätter, des Hauptschuldirektors Konrad Richter, der Verein „Muttersprache“ gegründet. Erster Obmann wurde Karl Tekusch, der letzte Obmann des Wiener Zweigs des Allgemeinen Deutschen Sprachvereins (1936–1943/44) sowie des Germanischen Sprachvereins (1933–1948). Der Verein wuchs rasch und ist heute der größte Sprachverein Österreichs.
Im Jahr 2002 übergab der Verein dem österreichischen FPÖ-Nationalratsabgeordneten Gerhard Kurzmann 7.347 Unterschriften gegen „Denglisch“ und eine Petition, die der Abgeordnete in den Petitionsausschuss des Parlamentes einbrachte.

## Ziele des Vereins
Ziele des Vereins sind (wie schon des Allgemeinen Deutschen Sprachvereins 1885): „Das eigentümliche Wesen der deutschen Sprache zu pflegen, Liebe und Verständnis für die Muttersprache zu wecken, den Sinn für die Schönheit und Reinheit zu beleben. Wir betonen die Stellung zum Fremdwort: Kein Fremdwort für das, was deutsch gut ausgedrückt werden kann.“ Eine Fürschrift des Vereins von 1968 (Erwin Mehl: Verein Muttersprache, Ziel und Weg) nennt (in dieser Reihenfolge) die Ziele „Verständnis, Liebe und Pflege der deutschen Sprache in den Bereichen Schrift(bild), Schreibung, Wortschatz und Wortgefüge“.
Daneben bevorzugt der Verein die traditionelle Rechtschreibung.
Folgende Ziele werden auf der Seite der Vereinszeitschrift genannt:
- Bekämpfung überflüssiger Fremdwörter
- Sprachkritik
- Förderung des Sprachbewusstseins
- Ausdruck von Kritik an der Rechtschreibreform
- Pflege der Mundart
- Pflege der deutschen Schriften

## Verbindungen zu anderen Organisationen
Der Verein unterhält Kontakte zu anderen Sprachpflegevereinen, u. a. durch den Dachverband „Netzwerk Deutsche Sprache“.
Der Verein hat laut dem Dokumentationsarchiv des österreichischen Widerstandes (DÖW) Kontakte zu Organisationen wie der Österreichischen Landsmannschaft oder der Arbeitsgemeinschaft für demokratische Politik, die nach Angaben des DÖW rechtsextrem sind.

## Obmänner (Vorsitzende)
- 1949–1954 Karl Tekusch (1890–1977)
- 1954–1984 Erwin Mehl (1890–1984)
- 1984–1987 Fritz Heinrich (1905–1994)
- 1987–2000 Stefan Micko (1932–2011)
- 2000–2007 Heinz Dieter Pohl (1942), derzeit Obmann-Stellvertreter
- 2007–2014 Franz Rader
- seit 2014 Dieter Schöfnagel